# 제주 셋알오름 일제 동굴진지
제주 셋알오름 일제 동굴진지는 대한민국 제주특별자치도 서귀포시 대정읍에 있는 일제강점기의 전쟁관련시설이다. 2006년 12월 4일 대한민국의 국가등록문화재 제310호로 지정되었다.

## 개요
1943년 무렵 치밀한 계획 아래 구축된 이 시설물은 제주도 내 동굴 진지 가운데 동공의 크기가 가장 크다. 형태는 격자 미로형으로 출입구가 6곳이며, 연합군의 공중 폭격으로부터 전투사령실, 병사(兵舍), 탄약고, 연료고, 비행기 수리 공장, 어뢰 조정고, 통신실 등 중요 군사 시설을 지하에 감추기 위한 용도로 구축되었다. 일제 침략상을 보여주는 전쟁 유적이자, 역사 교육의 현장으로 중요한 의미를 지닌다.

## 참고 자료
- 제주 셋알오름 일제 동굴진지 - 국가유산청 국가유산포털